# Termópilas

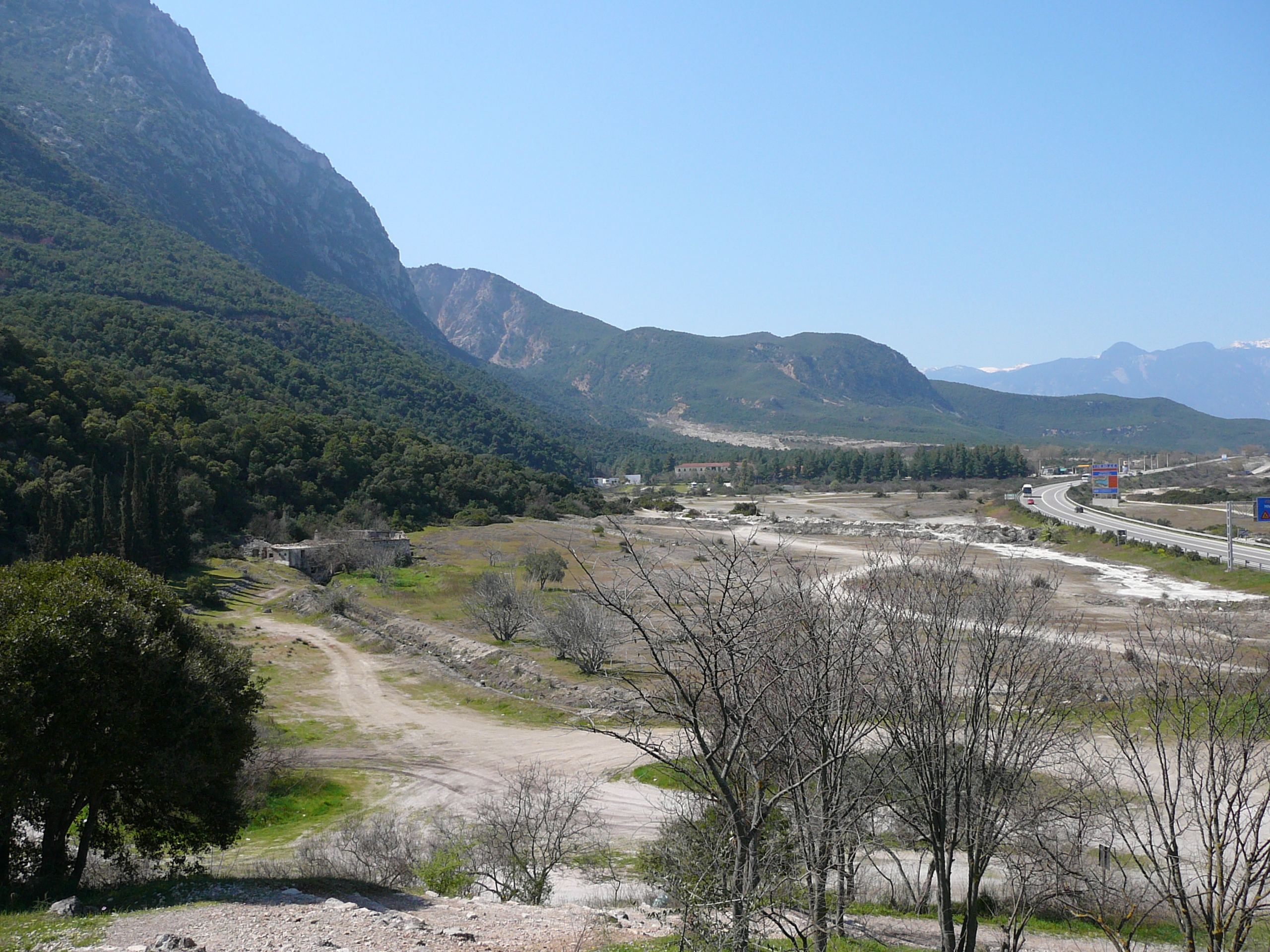
Vista del desfiladero de las Termópilas. En la antigüedad, la costa no se hallaba en el emplazamiento actual, sino más cerca de la montaña, por lo que el paso era mucho más angosto.

Las Termópilas (del latín Thermopylae, -arum, pl. tant., y este del griego Θερμοπύλαι, con idéntico nombre en katharévousa, y en griego demótico Θερμοπύλες: «Puertas Calientes», a veces, simplemente Pylae, -arum, en griego: Πύλαι) es un desfiladero en Grecia. Su nombre quiere decir «fuentes calientes», debido a sus numerosos manantiales naturales de aguas termales. Otra posible traducción sería "puertas calientes". Según el mito, las aguas de las Termópilas se calentaron cuando Heracles se sumergió en ellas mientras moría abrasado por el veneno en el cual se convirtió la sangre del centauro Neso la cual Deyanira aplicó en su túnica.

## Historia
El paso se extiende desde Lócrida, en Tesalia, entre el monte Eta y el mar (Golfo Maliaco). Es un paso ineludible en el trayecto entre el norte y el sur de Grecia, y por sus características geográficas fue elegido como escenario de varias batallas en la historia de Grecia. La contienda de mayor renombre en la antigüedad es la batalla de las Termópilas, del año 480 a. C., en la que la salvaguardia griega, formada por 1000 hoplitas griegos (300 espartanos y 700 tespios) al mando de Leónidas, contuvo el avance netamente superior del ejército persa al mando de Jerjes I, rey del Imperio aqueménida. Aunque finalmente Jerjes I derrotó a los espartanos, su ejército se vio derrotado a su vez en la llanura de Platea (Véase Batalla de Platea).
En ese momento el paso estaba a orillas del mar, que en la actualidad se ha retirado unos 20 km.
Otras dos célebres batallas se libraron en Termópilas.
La menos famosa es la confrontación ocurrida entre los años 353 a 352 a. C. durante la tercera guerra sagrada, cuando 5000 hoplitas atenienses y 400 jinetes entorpecieron el paso a las fuerzas de Filipo II de Macedonia, y la batalla de 267 cuando los hérulos derrotaron al contingente griego que intentaba detenerlos.
En 279 a. C., los galos, comandados por Breno fueron contenidos durante varios meses por un ejército griego a las órdenes del ateniense Calipo, y en el año 191 a. C., Antíoco III el Grande, de Siria, intentó inútilmente detener el paso de los romanos dirigidos por Manio Acilio Glabrio. (Véase Batalla de las Termópilas de 191 a. C.)
En 1821, una fuerza de combatientes griegos dirigidos por Athanasios Diakos hizo resistencia cerca del paso para detener un ejército de 8000 turcos que marchaban desde Tesalia para sofocar las revueltas de Rumelia y del Peloponeso. Diakos, después de oponer una última resistencia en el puente de Alamana con 48 de sus hombres, fue capturado y fusilado.
En 1941, durante la Segunda Guerra Mundial, el ANZAC retrasó la invasión de las tropas de la Wehrmacht lo suficiente en la zona para permitir la evacuación de la fuerza expedicionaria británica a Creta. Este conflicto también fue conocido como la batalla de las Termópilas, probablemente porque los dos bandos eran conscientes solamente del nombre de este sitio de toda la región de Ftiótide. Tal era la fama de las Termópilas que el sabotaje del puente de Gorgopótamos en 1942 fue referido en los documentos alemanes de la época como "el reciente sabotaje cerca de las Termópilas".
En la época de Leónidas I, en 480 a. C., el paso era una senda estrecha (probablemente de cerca de 12 m de ancho) situada en la parte inferior del desfiladero. En épocas modernas, los depósitos del río Esperqueo la han ampliado hasta una anchura de unos 1,5 a 5 km. Los manantiales de aguas termales, de los que el paso tomó su nombre, siguen existiendo cerca del pie de la colina.

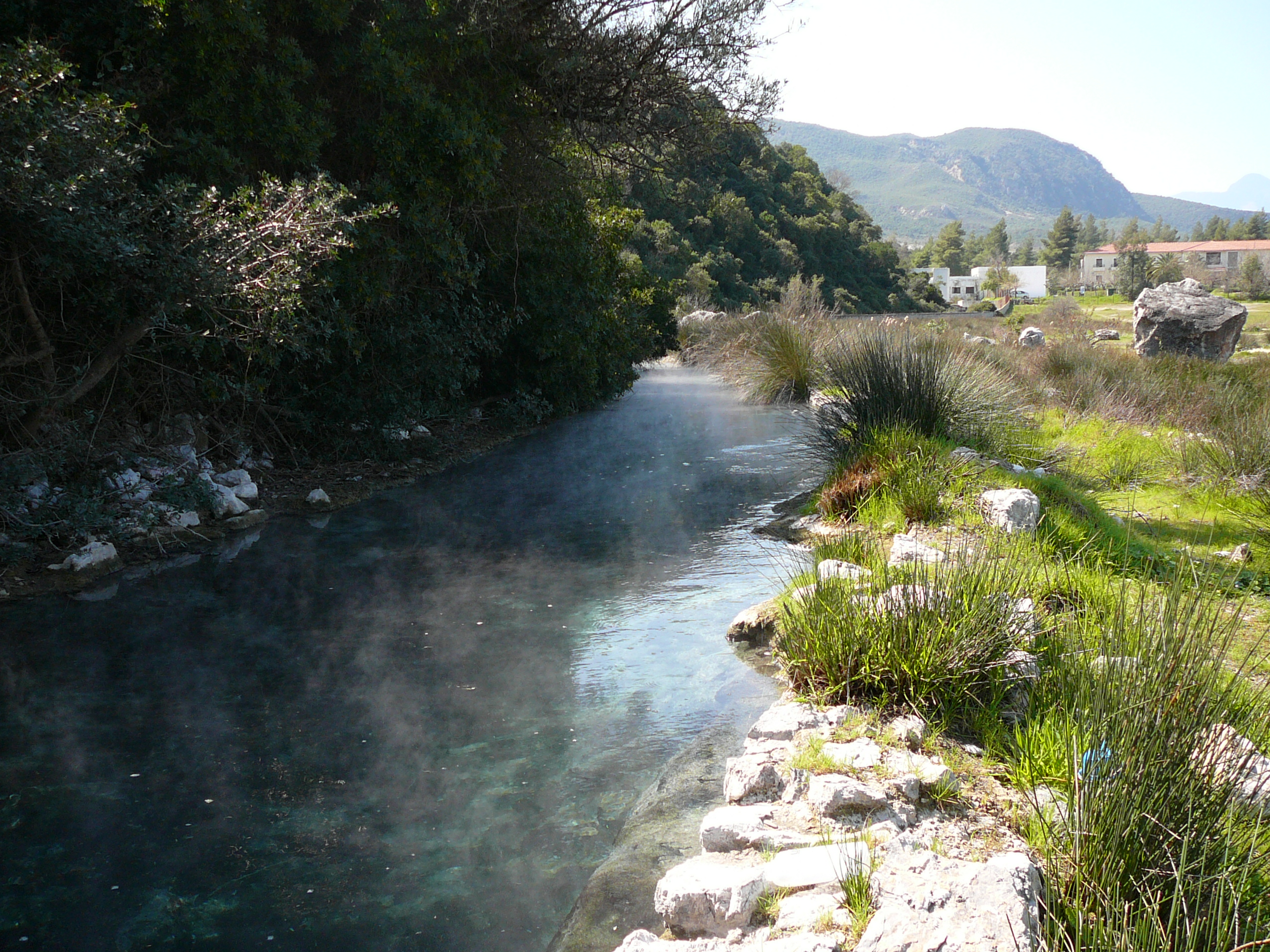
El río que brota de las aguas termales despide un olor sulfuroso. En primer plano se distinguen los edificios de las termas modernas. En la antigüedad, las fuentes creaban marismas.

El área está dominada por la llanura aluvial del río Esperqueo, rodeada de abruptas pendientes en montañas boscosas de piedra caliza. La continua deposición de sedimentos del río y los depósitos de travertino de las aguas termales, han alterado sustancialmente el paisaje durante los últimos miles de años. La superficie de la tierra en la que se libró la famosa Batalla de las Termópilas en el 480 a. C. está ahora enterrado bajo 20 metros de tierra. La costa se ha retirado en gran medida a través de los siglos debido a la sedimentación. El nivel del golfo Maliaco era significativamente mayor durante la Prehistoria y menor el del Esperqueo. La costa se retiró un máximo de 2 kilómetros entre 2500 a. C. y 480, pero aún quedan varios pasos muy estrechos entre el mar y las montañas. El punto más estrecho en la llanura donde se libró la Batalla de las Termópilas, probablemente, habría sido de menos de 100 metros de ancho. Entre el año 480 a. C. y el siglo XXI, la línea de costa se ha retirado hasta 9 km en algunos lugares, eliminando los puntos más estrechos del paso y aumentando considerablemente el tamaño de la llanura alrededor de la desembocadura del Esperqueo.
La Anfictionía de Delfos celebraba allí sus asambleas.